# لانچ آمریکا

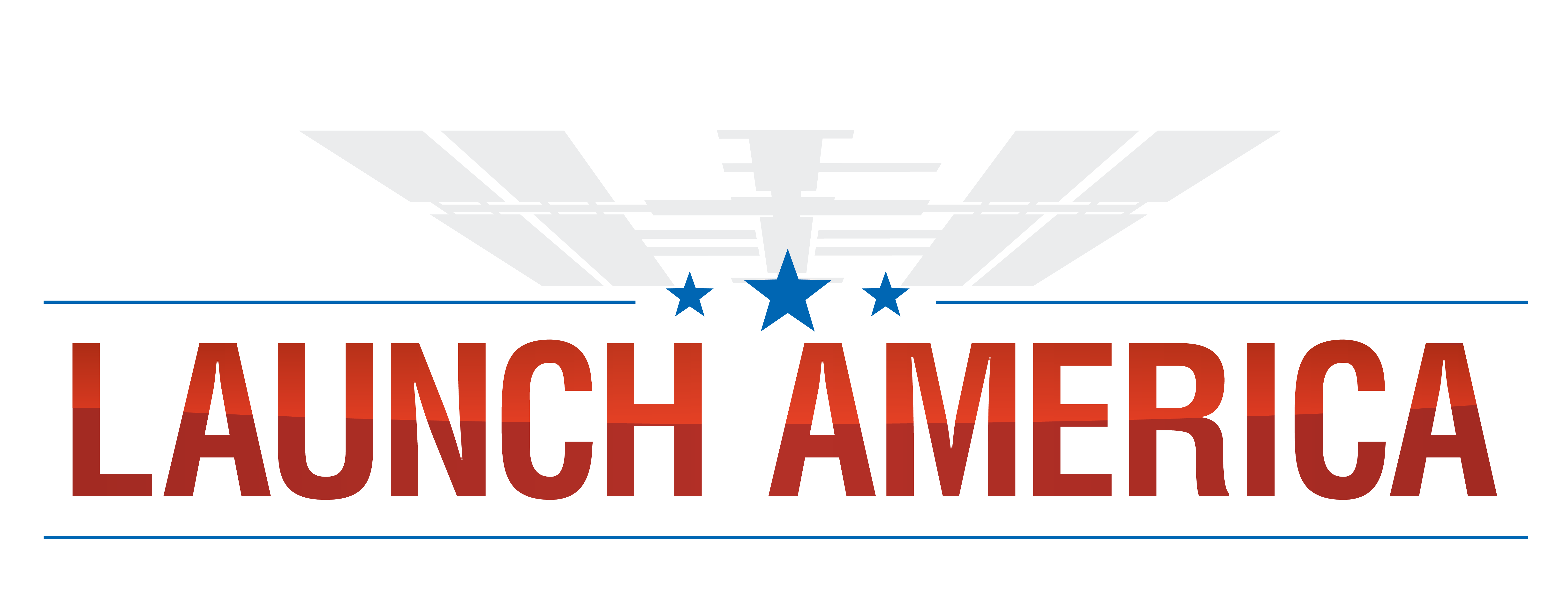
Logo

لانچ آمریکا یک همکاری عمومی و خصوصی بین ایالات متحده و شرکت‌های فضایی متعدد است.
اولین پرتاب فضایی تحت پرچم Launch America در ماه مه ۲۰۲۰ مأموریت فضایی فضاپیمای کرو دراگون دمو ۲ رخ داد، این مأموریت اولین پرتاب فضانوردان توسط یک شرکت کاملاً تجاری در جهان، اولین پرتاب فضایی فضانوردان آمریکا در یک دهه، اولین ارسال فضانورد SpaceX است.